# 셔먼오크스

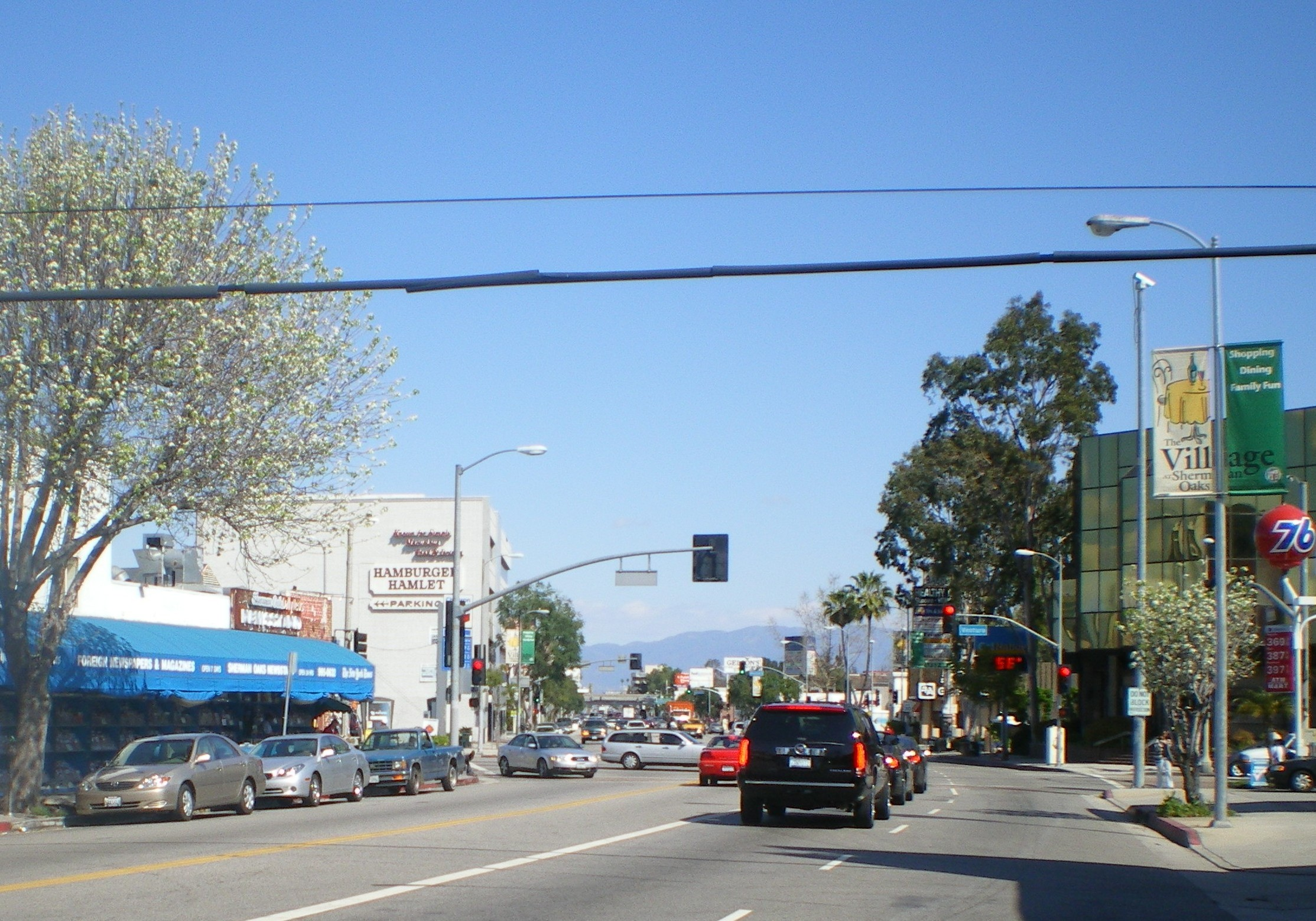
셔먼오크스

셔먼오크스(Sherman Oaks)는 로스앤젤레스의 한 지역이다.